# Enstrom TH180
Enstrom TH180 je malý dvoumístný cvičný vrtulník vyráběný americkou společností Enstrom Helicopter Corporation.

## Vznik a vývoj
TH180 vznikl vývojem ze staršího typu Enstrom F-28, od nějž se liší třílistým rotorem a zesíleným podvozkem.

## Specifikace (TH180)
Údaje podle

### Technické údaje
- Osádka: 2
- Prázdná hmotnost: 1 021 kg
- Maximální vzletová hmotnost:
- Pohonná jednotka: 1 × vzduchem chlazený čtyřválcový boxer Lycoming IO-390
- Výkon pohonné jednotky: 160 kW (210 hp)